# 맥스 구프
맥스 구프(Max Goof)는 개를 의인화한 디즈니 캐릭터로, 구피의 아들이다.

## 프로필
| 본명            | 맥스 구프                                                                         |
| 영문            | Max Goof                                                                          |
| 제작            | 로버트 테일러(Robert Taylor)                                                      |
| 원본판 성우     | 제이슨 마즈든('구피무비'부터 현재까지)                                            |
| 한국어 더빙성우 | 이영주 (성우)(구피와 친구들), 안용욱, 최원형(구피 무비)                           |
| 첫 등장         | Fathers Are People (1951)                                                         |
| 종류            | 의인화한 개                                                                       |
| 성별            | ♂                                                                                 |
| 별명            | 맥시밀리안(Maximillian),맥시멈(Maximum),맥시(Maxie),맥시머스(Maximus),맥심(Maxím) |

## 역사
단편영화 '구피 아빠'에서 구피의 아들로 설정되어 등장한다. 당시 이름은 존 구피 주니어로,'주니어'라고 불렸다.
출연작품에 따라 연령이 다르게 등장한다. TV시리즈인 '구피와 친구들'에서는 초등학생으로 등장하나, 구피 무비에서는 중학생으로, 구피 무비 X게임 대소동에서는 대학에 입학하는 것으로 설정된다. 하우스 오브 마우스에서는 틴 에이저지만 차를 운전할 수 있는 것으로 보아,16세 이상으로 추정된다.

## 출연
- 구피와 친구들(GOOF TROOP)
- 구피 무비
- 구피 무비 X게임 대소동
- 미키의 크리스마스 선물
- 하우스 오브 마우스